# François-Victor Hugo

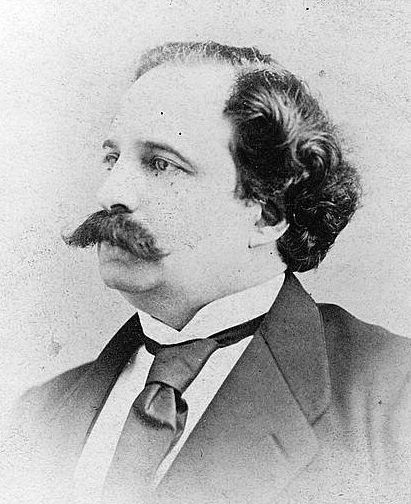
François-Victor Hugo.

François-Victor Hugo, född den 28 oktober 1828 i Paris, död där den 26 december 1873, var en fransk litteratör och tidningsman. Han var son till Victor Hugo och bror till Charles Hugo.
Hugo medarbetade bland annat i L'événment på utrikesavdelningen, och blev 1869 medredaktör i tidningen Le rappel. Han utgav bland annat L'île de Jersey, ses monuments, son histoire ou la Normandie inconnue (1857), en översättning av Shakespeares sonetter (samma år) och Œuvres complètes de Shakespeare, traduction (1860–1864).